# 八塔台墓群
八塔台墓群，位于中华人民共和国云南省曲靖市麒麟区珠街街道董家村八塔台，属于滇劳浸、靡莫文化墓葬。

## 特点
1977年秋，董家村当地村民在土堆上取土烧砖，发现了青铜器数十件，曲靖地区文化馆得知后即转告云南省博物馆。同年11月，云南省文物工作队在地区文化馆的配合下，对一号堆进行发掘。之后，又分别于1978年12月至1979年初、1979年3月至4月、1980年3月至5月、1981年2月至4月、1981年11月至1982年初，对二号堆进行了五次发掘。墓地由八个圆形和椭圆形土堆组成，墓群总面积约5000平方米。
在1号堆上清理墓葬5座，2号堆上清理墓葬348座。2号堆为不断掩埋墓葬而形成（即最早在地面上挖掘墓坑并垒土形成封土，随后又在封土堆上继续埋墓），最终形成高约11.8米的大土堆。墓葬为长方形竖穴土坑墓，较大的墓有木质棺椁，可辨葬式为仰身直肢葬。随葬品有青铜兵器（刀、剑、戈、矛）、工具（釜、罐、鼎、碗）、装饰品（镯、珠、扣饰），以及陶器、铁器、玉器和钱币等。年代为春秋早期至西汉晚期。在2号堆顶部还发掘了304座宋、元、明时期的火葬墓。2006年5月25日，中华人民共和国国务院公布其为第六批全国重点文物保护单位。

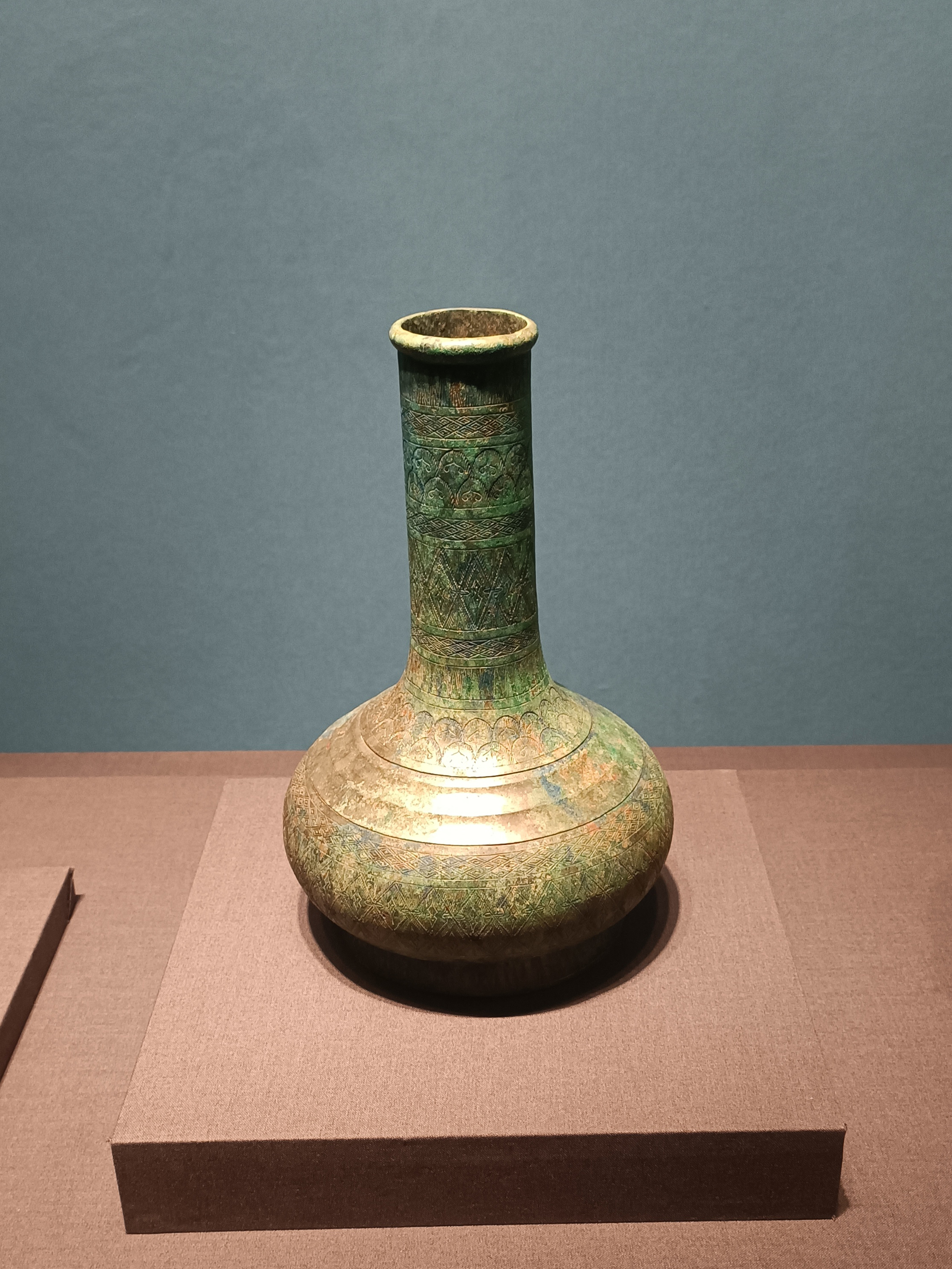
铜壶，战国至西汉，云南省文物考古研究所藏